# Gerania boscii
Gerania boscii là một loài bọ cánh cứng trong họ Cerambycidae.